# San Giorgio e il drago (Paolo Uccello Melbourne)
San Giorgio e il drago è un dipinto a tempera e oro su tavola (62,2x38,8 cm) di Paolo Uccello, databile al 1423-1425 circa e conservato nella National Gallery of Victoria di Melbourne.

## Storia
L'opera è nota da poco prima del 1860, quando passò in asta Christie's a Londra. Dalla collezione Davenport Bromley (1863) passò poi a quella di James Carnegie (dal 1867), sotto la quale fu esposta in deposito alla National Gallery of Scotland di Edimburgo dal 1922. Fu venduta poi al museo australiano nel 1949.
Il primo a pubblicare la tavoletta fu Raimond van Marle nel 1927, che la ascrisse al senese Domenico di Bartolo, ma già un anno dopo Roberto Longhi la collocava nell'ambito di Paolo Uccello, per poi recepirla solo quarant'anni dopo (nel 1968) nel catalogo autografo del pittore stesso. Carlo Volpe avanzò una datazione al 1430, anticipata poi dal Boskovits al periodo anteriore del 1425. Questa datazione si sposa bene anche coi motivi stilistici e con la composizione serrata, che sembra ispirarsi ai modelli serrati delle formelle della porta nord del Battistero di Firenze di Lorenzo Ghiberti, opera alla quale partecipò anche Paolo Uccello in qualità di aiuto di bottega.

## Descrizione e stile
Paolo Uccello si cimentò sul tema del San Giorgio almeno altre due volte, in opere oggi alla National Gallery di Londra e al Museo Jacquemart-André di Parigi. Ma se in tali opere le scene sono calate in spazi ariosi e scalati in profondità tramite la prospettiva, in questo caso la battaglia tra il santo e il drago si svolge tutta in primo piano e, secondo un'iconografia assai rara, corpo a corpo. Il santo infatti è già sceso da cavallo ed ha già spezzato la sua lancia, cercando di colpire col mozzicone il drago che lo afferra in vita, con gli artigli e con le spire della coda. In basso la spada giace caduta a terra. Assistono a destra la principessa inginocchiata e il cavallo furente, che si piega ritrosamente come in un episodio della predella di Quarate. Sullo sfondo una città murata di pieno gusto gotico, intonata su fiabeschi toni azzurri e rosa, è sormontata da una grande apparizione dell'Eterno benedicente, in una raggiera incisa sul fondo oro.
Salta all'occhio l'assenza di un interesse prospettico con gli edifici incisi a mano libera sulla preparazione, o nel mancato scorcio della spada abbandonata, sebbene invece la lancia sia invece posata in posizione ordinatamente orizzontale. Di sapore ancora medievale, e quindi compatibili solo con una datazione piuttosto precoce, è poi l'uso estensivo delle lacche, verdi su ali e corpo del drago, nerastre sull'armatura argentata del santo, rosse sulla tiara di Dio Padre. Tocchi d'oro ravvivano alcuni dettagli della parte inferiore, come nelle ali del drago o nell'aureola del santo, dall'inconsueta forma a raggiera, o ancora nei gioielli della principessa e nei finimenti della bardatura del cavallo.
I colori chiari e luminosi, dalle tonalità astratte, venivano in quegli anni ripresi e sviluppati rispetto ai precedenti gotici dalle prime opere di Beato Angelico, con una preferenza per le tonalità azzurre e rosa riscontrabile anche nell'unica opera attribuita con relativa sicurezza alla fase giovanile di Paolo Uccello, l'Annunciazione di Oxford. In tale opera compaiono anche alcune aureole a raggiera, simili a quella del Dio Padre, e la stessa figura dell'Eterno è del medesimo tipo fisico, con barba e capelli voluminosi e indossante un triregno. Le rocce scheggiate, motivo di origine bizantina popolare per tutto il medioevo, si piegano qui in maniera ormai più morbida, creando scaglioni che pure si ritrovano nella stessa Annunciazione.